# Huyện Chandpur
Chandpur là một huyện thuộc division Chittagong, Bangladesh. Huyện này có diện tích 1704 km², dân số năm 2002 là 2210162 người, mật độ dân số là 1297 người/km².